# ELKA Rhapsody

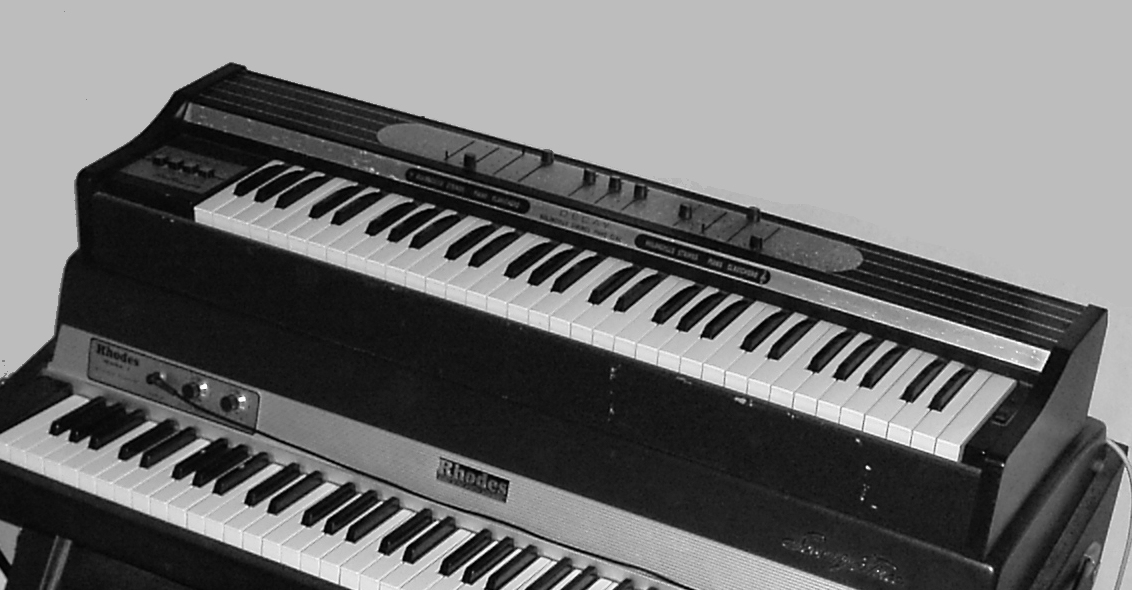
ELKA Rhapsody

L'ELKA Rhapsody, alcune volte anche scritto ElkaRhapsody, è una tastiera a corde (anche detta "String synthesizer") analogica realizzata dalla ditta italiana produttrice di strumenti musicali elettronici chiamata ELKA. La tastiera uscì in due versioni nel 1972 - 490 e 610 - e fu molto utilizzata dai musicisti della Scuola di Berlino a metà degli anni '70.

## Storia
Lo strumento era un tipico rappresentante delle tastiere ad arco, così come venivano prodotte anche da altre aziende, principalmente italiani negli anni '70, che all'epoca erano concepite come alternative più economiche allo standard industriale fornito dall' ARP Solina String Ensemble. Una tecnologia paragonabile al Rhapsody 610 è stata installata in precedenza negli organi ELKA Artist 605, 606, X605, X606 e Crescendo 303 e due volte nei modelli Artist 705, 707, X705 e X707. Con queste varianti la divisione fissa in due metà della tastiera viene omessa per l'integrazione nella tecnologia dell'organo.
Nella musica elettronica degli anni '70, lo strumento si è fatto un nome ed è stato utilizzato in molte pubblicazioni dell'epoca così come nei concerti dal vivo, a volte accoppiato ad effetti come il phaser fornendo un suono più alienante. L'ELKA Rhapsody 610 è stato utilizzato negli arrangiamenti in particolare nelle opere di artisti della scuola di Berlino come Klaus Schulze o Christopher Franke (Tangerine Dream). Altri umusicisti di spicco che usarono il Rhapsody furono  FM, Jean Michel Jarre, Vangelis, Supertramp, Billy Currie (Ultravox) e Radio Massacre International.

## Caratteristiche tecniche

### ELKA Rhapsody 490

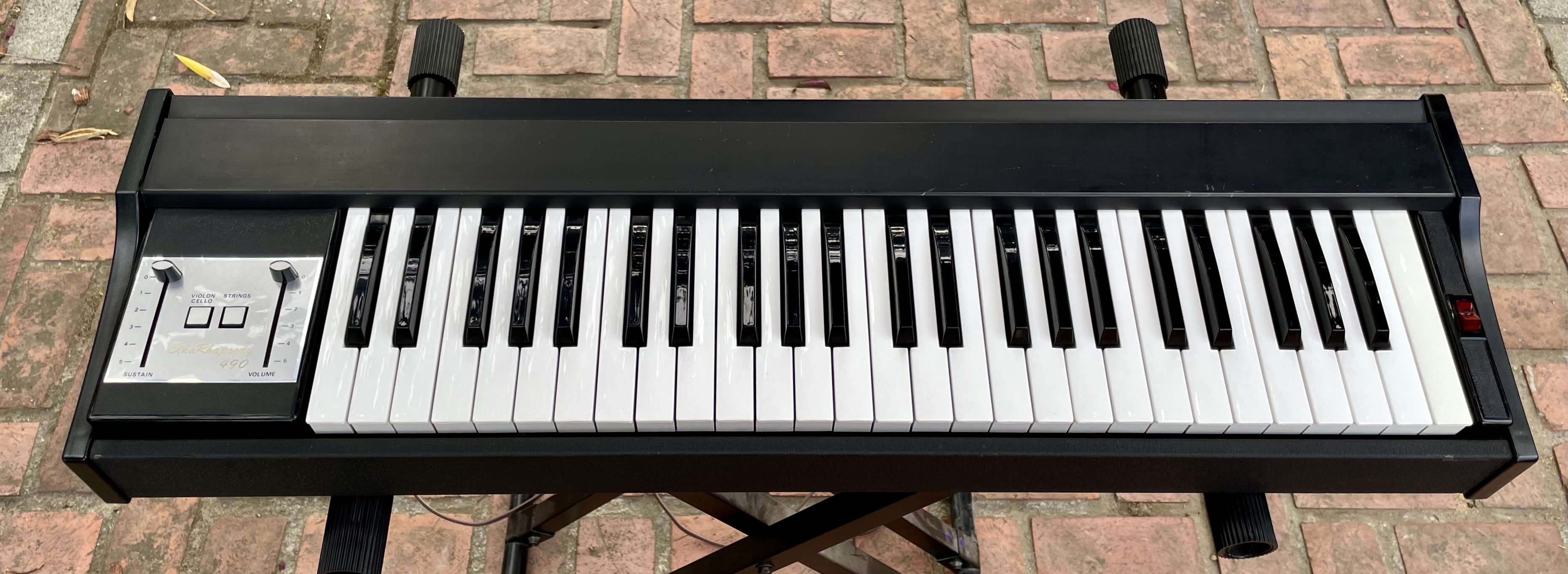
Elka Rhapsody 490

Il Rhapsody 490 è la variante più piccola ed economica, venduta anche da Hohner come StringVox. È dotato di una tastiera a 49 tasti senza dinamica del tocco e copre quindi quattro ottave. Sono disponibili solo due suoni, ognuno dei quali vuole rappresentare un vero strumento e può essere suonato simultaneamente o singolarmente: archi e violoncello. Le imitazioni del suono generavano però un suono del tutto nuovo e tipico di questo strumento. È possibile regolare solo il volume generale.
Come effetto è disponibile un solo controllo del sustain. In alternativa, è possibile collegare un pedale sustain che sovrascrive le impostazioni del controller. Tutti i controlli sono posizionati a sinistra della tastiera. Il suono viene emesso solo tramite un singolo jack mono.

### ELKA Rhapsody 610
Il modello 610 è la variante più grande con funzionalità notevolmente ampliate. Qui è disponibile una tastiera a 61 tasti senza dinamica del tocco, che copre cinque ottave. Ora ci sono quattro suoni diversi: violoncello, archi, pianoforte e clavicordo. Questi possono essere accesi e spenti individualmente (pulsanti di annullamento a sinistra del manuale) e regolati indipendentemente in termini di volume e tempo di decadimento (cursore sopra il manuale). Tuttavia, non esiste un controllo del sustain separato, come nel caso del 490, qui è possibile utilizzare solo il pedale.
Una caratteristica speciale del 610 è la tastiera divisa: il rapporto del volume dei singoli suoni nelle due ottave inferiori e nelle tre superiori può essere regolato indipendentemente l'uno dall'altro. Quindi ad es. Ad esempio, suonando un accompagnamento di basso con la mano sinistra mentre si suonano accordi alti con la mano destra.
C'è anche un'uscita jack separata per il suono del pianoforte. Sull'uscita generale, invece, tutti gli altri suoni vengono emessi in mono.